# Pierre Lelong (homme politique)
Pour les articles homonymes, voir Pierre Lelong.
Pierre Lelong, né le 22 mai 1931 à Paris 7e, est un magistrat et homme politique français.

## Biographie

### Jeunesse et études
Pierre Lelong est le fils de Marcel Lelong, pédiatre, professeur à la Faculté de médecine de Paris, membre de l'Académie de médecine, et de Jeanne Maistrasse. Il est le petit-fils de l'architecte Alexandre Maistrasse, réalisateur notamment de la cité-jardin de Suresnes.
Pierre Lelong étudie au Collège Stanislas à Paris, à l'Institut d'études politiques de Paris, puis à l’École Nationale d'Administration, promotion 18 juin (1958).

### Parcours professionnel
Il est successivement administrateur civil au ministère des Finances (1958-1962), puis chargé de mission au Secrétariat général du comité interministériel pour les questions de coopérations économique européenne (1961), et chargé de mission au cabinet de Georges Pompidou (1962-1967). En 1965, il est nommé conseiller référendaire à la Cour des comptes, puis en 1967 directeur du Fonds d'Orientation et de Régularisation des Marchés Agricoles (FORMA).
Il est élu député (UDR) du Finistère en 1968, réélu en 1973. Nommé secrétaire général adjoint de l'UDR en 1971, il est chargé, au sein du mouvement gaulliste, des questions économiques et financières. Au lendemain des élections de 1973, il s'inscrit au groupe de l'Union centriste, que préside Jacques Duhamel. Il est membre du conseil politique du Centre démocratie et progrès, dont il est également président, depuis décembre 1973. Signataire de l'« appel des 43 » en faveur d'une candidature de Valéry Giscard d'Estaing à l'élection présidentielle de 1974, il devient secrétaire d’État autonome à la Poste et aux Télécommunications du gouvernement Jacques Chirac (1) le 28 mai 1974. Il crée l'École nationale supérieure des télécommunications de Bretagne. De fin octobre à début décembre 1974, il fait face à une grève générale des P.T.T. et quitte le gouvernement le 31 janvier 1975. En 1977, il est élu maire de Tréflez, dans le Nord-Finistère, et le reste jusqu'en 1995.
Réintégré à la Cour des comptes en juillet 1975, il devient le 17 octobre 1977 membre de la nouvelle Cour des comptes européenne dont il est élu président (1981-1984). À nouveau réintégré à la Cour des comptes française à l'issue de son mandat, en 1989, comme conseiller maître, il devient président de la deuxième Chambre (1994-1997) chargée notamment du contrôle des ministères techniques (Défense, Espace, Télécommunications, Nucléaire) et des entreprises publiques de leur compétence.
Il est ensuite président de la commission spécialisée des marchés d'armement (1997-2004), puis de la Commission des marchés publics de l'État (2005-2008) et président de la Commission Consultative du Secret de la Défense Nationale(1999-2005). Il est également président du comité des affaires européennes à la Cour des comptes (1997-1999) et membre du comité des experts indépendants auprès du Parlement européen dont les critiques ont été à l'origine de la chute de la Commission Santer (1999),. En décembre 2012, il publie Une expérience française, 50 ans au cœur de la République aux éditions France Empire.
Pierre Lelong est commandeur de la Légion d'honneur, marié et père de cinq enfants. Son beau-père est Pierre Demargne, archéologue, membre de l'Institut.